# Поштовх. Як допомогти людям зробити правильний вибір
Поштовх. Як допомогти людям зробити правильний вибір (англ. Nudge: Improving Decisions About Health, Wealth, and Happiness by Richard H. Thaler, Cass R. Sunstein) — книжка професора Гарвардської школи права Кас Санстейна та Річарда Талера — лауреата Нобелівської премії в галузі економіки в 2017 р. Бестселер New York Times, книга року за версією The Economist та the Financial Times.
Вперше опублікована в 2008 році. В 2017 перекладена українською мовою видавництвом «Наш формат» (перекладач — Ольга Захарченко).

## Огляд книги
Кожного дня ми обираємо що купити або з'їсти, приймаємо рішення з фінансових питань або здоров'я та освіти дітей.
Зазвичай люди схильні робити неправильний вибір. Та чи можна це змінити?
Процес прийняття рішень не носить нейтральний характер. Десятки реальних прикладів та роки наукових досліджень в галузі поведінки людини відкрили автору ідею того, що жодне рішення не приходить легко, а упередження стають перешкодою на шляху до правильного вибору. Знаючи як люди міркують, ми можемо вибудувати «архітектуру вибору» та наштовхнути людей на прийняття кращого рішення, не зачіпаючи та не обмежуючи права на свободу вибору. 
Спосіб, за яким люди приймають рішення, безпосередньо впливає на кінцевий результат. Наприклад, те, скільки ми їмо залежить від того, що в нас на тарілці; те, яку їжу обираємо в кафе, від того чи страви розташовані на лінії нашого зору.
Така ж тенденція спостерігається і в більш важливих ситуаціях:
- скільки сім'ї заощаджують та куди вкладають кошти;
- яке медичне страхування та вид іпотеки обирають;
- на яких авто їздять, і т. д.

Книга стане цікавою для любителів робіт «Спалах» Малкольма Гладвела та «Мислення повільне і швидке» Даніела Канемана.

## Переклад українською
- Санстейн Кас, Талер Річард. Поштовх. Як допомогти людям зробити правильний вибір / пер. Ольга Захарченко. К.: Наш Формат, 2017. — 312 с. — ISBN 978-617-7388-65-3